# Daler Nazarov
Daler Nazárov (en tayiko: Далер Назаров, nacido el 8 de septiembre de 1959) es un compositor, cantante y actor tayiko. Ha compuesto música para varias películas y protagonizó Sexo y filosofía (2005) dirigida por Mohsen Makhmalbaf.

## Carrera profesional
Nazárov nació en Stalinabad (actualmente Dusambé) la entonces capital de la República Socialista Soviética de Tayikistán, donde ha vivido la mayor parte de su vida. Sin embargo tuvo que abandonar el país a principios de la década de 1990 debido a la guerra civil que afectó al país y terminó alrededor de 1997. Durante los años siguientes vivió en Almaty, Kazajistán y luego regresó a Dusambé.
Fue nominado al Premio Nika a la mejor música de cine por la película Shik, («El traje», 2004). En 2008, el periódico tayiko Avesta incluyó a Nazárov en la lista de las cien personas más ricas e influyentes del país.
El trabajo musical de Nazárov incluye motivos folclóricos y modernos, ha tenido y continúa teniendo una gran influencia tanto en la música contemporánea de Tayikistán como en la música folclórica persa-tayika en su conjunto.

## Vida personal
Nazárov es el segundo hijo de Mehrubón Nazárov, Ministro de Cultura de Tayikistán. Nazárov pertenece al grupo étnico pamiri y muchas de sus canciones están en idioma shughni. Daler Nazárov es ex yerno del primer presidente de Tayikistán, Rahmón Nabíyev; de este matrimonio tuvo un hijo, Davrón. Más tarde, Daler Nazárov se casó nuevamente, en este matrimonio tuvo dos hijos (Abror y Mehrubón), que también se convirtieron en músicos, y una hija.

## Filmografía
- Yúnosti pérvoe utro, compositor, (1979)
- Kumir, compositor y actor, (1988)
- Tonnel, compositor, (1993)
- Luna Papa, compositor, (1999), Moon Father
- Rozhdénstvenskaya mystériya, compositor, (2000), The Christmas Miracle
- England, compositor, (2000)
- Statue of Love, compositor, (2003)
- Shik, compositor, (2003), («El traje»)
- Meistersinger: The sound of Russia, compositor, (2003), (en francés: Chasse à l'os en Sibérie)
- Ánguel na dorógaj, compositor, (2003), Angel on the Road
- Die Sibirische Knochenjagd, compositor, (2004)
- Sex & Philosophy, compositor y actor, (2005)
- Shaere zobale-ha, compositor, (2005), Poet of the wastes
- Bobo, compositor, (2008)
- Opium War, compositor, (2008)
- The Man Who Came with the Snow, compositor, (2009)
- Mirror Without Reflection, compositor, (2014)
- The Teacher, compositor, (2014)